# Baronowie von und zu Hohenstein
Baronowie (Freiherren) von und zu Hohenstein – boczna linia Piastów cieszyńskich, wywodząca się od naturalnych dzieci ostatnich książąt cieszyńskich.

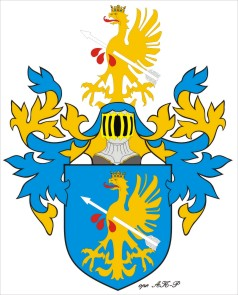
Herb baronów von und zu Hohenstein

## Dzieje
W 1625 r. w Kolonii zmarł w wieku zaledwie 24 lat ostatni książę Cieszyna Fryderyk Wilhelm. Habsburgowie jako królowie Czech i panowie lenni księstwa cieszyńskiego, mogli je teraz przejąć. Na podstawie wcześniejszych umów w dożywotnie władanie dostała księstwo starsza siostra zmarłego księcia Elżbieta Lukrecja.
Przypomniano sobie wówczas, że ojciec Fryderyka Wilhelma i Elżbiety Lukrecji, książę Adam Wacław pozostawił syna z pozamałżeńskiego związku – Wacława Gotfryda. Jego matką była szlachcianka Małgorzata Koschlinger. Elżbieta Lukrecja postanowiła doprowadzić do przekazania sukcesji – tj. praw do książęcego tronu – przyrodniemu bratu. Przeszkodą było nieślubne pochodzenie Wacława Gotfryda. 12 kwietnia 1640 został on wylegitymowany, tzn. uznano go za syna swego ojca i wyniesiony do stanu szlacheckiego. Kilka dni później (8 maja) uzyskał tytuł barona (niem. Freiherr) von und zu Hohenstein. Pomimo zabiegów Elżbiety Lukrecji nie zdołał odziedziczyć tronu książęcego. Zmarł po 1672 r. Wacław Gotfryd miał jednego syna i wnuka o tym samym imieniu Ferdynand.
W tym samym dniu co Wacław Gotfryd została legitymowana jego bratanica Magdalena. Była ona naturalną córka księcia cieszyńskiego Fryderyka Wilhelma, ostatniego z książęcej linii Piastów cieszyńskich. Brak jest informacji, kiedy się urodziła i kto był jej matką. Zmarła po 1661 r.
Ferdynand I ożeniony był z Anną Joanną baronówną Closen van Haidenburg (1655–1720). Służył w armii cesarskiej i zginął podczas oblężenia zamku. Dokumenty nie podają, gdzie i kiedy to się stało.
Ferdynand II urodził się na przełomie 1681 i 1682 r. Podobnie jak ojciec korzystał z rocznej renty 400 guldenów, przyznanej jeszcze jego dziadkowi Wacławowi Gotfrydowi. Gdy miał 11 lat, jego matka powtórnie wyszła za mąż za Jana Wilhelma von Walterskirchen zu Wolfsthal. Ferdynand II nigdy się nie ożenił. Cierpiał na padaczkę, wskutek której zmarł młodo 3 kwietnia 1706 r. Jego matka zmarła w 1720 r.

## Herb
Złoty orzeł z odjętym prawym skrzydłem przebity srebrną strzałą ze spływającymi z rany kroplami krwi na błękicie. Nad hełmem ze złoto-błękitnymi labrami w klejnocie orzeł jak w tarczy.

## Literatura
- Doerr A v., Die legitimierten Nachkommen der letzten Herzoge von Teschen aus Piastischem-Geblüt, w: "Zeitschrift für Geschichte und Kulturgeschichte Österreichisch-Schlesiens", 1915, t. 10, s.1-7 (w: Śląska Biblioteka Cyfrowa).
- Jasiński K., Rodowód Piastów Śląskich, t.III, Piastowie opolscy, cieszyńscy i oświęcimscy, Wrocław 1977, s. 206.
- Piastowie. Leksykon biograficzny, Kraków 1999, s.845-849.
- Kaganiec M., Heraldyka Piastów śląskich 1146-1707, Katowice 1992, s.169-170.